# Michael Mason (Leichtathlet, 1986)
Michael Robert Christopher Mason (* 30. September 1986 in New Westminster) ist ein kanadischer Leichtathlet, der sich auf den Hochsprung spezialisiert hat.

## Sportliche Laufbahn
Erste internationale Erfahrungen sammelte Michael Mason bei den Juniorenweltmeisterschaften 2004 in Grosseto, bei denen er mit 2,21 m die Goldmedaille gewann. Zwei Jahre später gewann er bei den U23-NCAC-Meisterschaften in Santo Domingo mit 2,19 m die Bronzemedaille. 2007 erfolgte die Teilnahme an der Sommer-Universiade in Bangkok, bei der er mit 2,10 m in der Qualifikation ausschied. 2008 qualifizierte er sich für die Hallenweltmeisterschaften in Valencia und belegte mit 2,27 m den achten Platz. Bei den Olympischen Spielen in Peking schied er mit 2,25 m in der Qualifikation aus.
2009 gewann er bei den Studentenweltspielen in Belgrad mit 2,23 m die Silbermedaille. 2010 nahm er erstmals an den Commonwealth Games in Neu-Delhi und wurde dort mit 2,20 m Siebter. 2012 qualifizierte er sich erneut für die Olympischen Spiele in London und belegte diesmal mit 2,29 m im Finale den achten Platz. 2013 erfolgte die Teilnahme an den Weltmeisterschaften in Moskau, bei denen er mit 2,17 m in der Qualifikation ausschied. Im Jahr darauf wurde er mit 2,25 m Achter bei den Hallenweltmeisterschaften in Sopot und holte mit 2,25 m Bronze bei den Commonwealth Games in Glasgow. 2015 errang er mit 2,31 m Silber bei den Panamerikanischen Spielen in Toronto und scheiterte bei den Weltmeisterschaften in Peking mit 2,26 min der Qualifikation.
2016 nahm er zum dritten Mal an den Olympischen Spielen in Rio de Janeiro teil und scheiterte dort mit 2,26 m in der Qualifikation. Auch bei den Weltmeisterschaften 2017 in London gelangte er mit 2,26 m nicht in das Finale. Bei den Commonwealth Games 2018 im australischen Gold Coast belegte er mit 2,24 m den geteilten sechsten Platz. Im August gewann er bei den NACAC-Meisterschaften in Toronto mit 2,28 m die Silbermedaille hinter dem US-Amerikaner Jeron Robinson und wurde beim Birmingham Müller Grand Prix mit 2,30 m Zweiter. Im Jahr darauf gewann er bei den Panamerikanischen Spielen in Lima mit einer Höhe von 2,28 m die Silbermedaille hinter dem Kubaner Luis Zayas. Ende August siegte er mit 2,28 m beim Meeting de Paris und gelangte anschließend bei den Weltmeisterschaften in Doha bis ins Finale und belegte dort mit 2,30 m den siebten Platz. 2021 nahm er erneut an den Olympischen Spielen in Tokio teil und verpasste dort mit 2,25 m den Finaleinzug.
2007 und 2008 sowie 2017 und 2018 wurde Mason kanadischer Meister im Hochsprung. Er ist Absolvent der University of British Columbia in Vancouver.

## Persönliche Bestleistungen
- Hochsprung: 2,33 m, 12. Juli 2015 in Edmonton
  - Hochsprung (Halle:) 2,31 m, 14. Februar 2015 in New York City